# François Martin (navigateur)
Pour les articles homonymes, voir François Martin et Martin.
François Martin (1575-1631) est un voyageur et apothicaire français originaire de Vitré en Bretagne.

## Biographie
Sixième enfant d'Etienne Martin, médecin à Vitré, et de Charlotte Morin, François Martin a été baptisé à l'église Notre-Dame de Vitré le 1er octobre 1575. Devenu compagnon-apothicaire, il a fait le tour de France et en cette qualité est passé à Montpellier. Il avait alors plus de 10 ans de compagnonnage. Il a suivi à l'Université de Médecine, les cours professés pour les compagnons-apothicaires. Après avoir retiré ses lettres attestatoires le 13 mars 1597, il est parti pour une autre ville.
Le 18 mai 1601 il s'embarque en qualité de chirurgien sur le Croissant, un des deux bâtiments, avec le Corbin, que les marchands de Saint-Malo, Vitré et Laval, équipèrent pour les Indes orientales.
Le 20 juillet 1602, il voit périr le Corbin sur les Maldives sans pouvoir lui porter secours (voir : François Pyrard). Le 24, on atterrit au port d'Achem. Après avoir pris une cargaison de poivre et d'autres épiceries, le Croissant quitta Sumatra le 20 novembre. Le vaisseau était en si mauvais état, que le 22 mai se trouvant à une certaine distance des côtes d'Europe, l'équipage fut obligé de passer avec la cargaison à bord d'un bâtiment hollandais qui les débarqua le 13 juin 1603 à Plymouth.
Il donne dans son ouvrage une description détaillée des drogues trouvées dans les pays visités, avec la mention de leurs usages médicaux, comme il termine son ouvrage par une étude sur le scorbut et son traitement.
À son retour, par une patente d'Henri IV du 27 mai 1604, il devient apothicaire, et ouvre une boutique de pharmacie à Rennes.

## Œuvres
Martin publia :
- la Description du premier voyage fait aux Indes orientales par les Français, contenant les mœurs, les lois, façon de vivre, religions et habits des Indiens; [liens à l'ed. de Paris, 1604 numérisé]
- une Description et Remarque des animaux, épiceries, drogues aromatiques et fruits qui se trouvent aux Indes ;
- un Traité du scorbut, qui est une maladie étrange qui survient à ceux qui voyagent en ces contrées, Paris, 1609, in-12.

On voit que sa Description des Indes ne peut concerner que Sumatra ; elle est exacte et annonce un esprit judicieux.

### Source partielle
« François Martin (navigateur) », dans Louis-Gabriel Michaud, Biographie universelle ancienne et moderne : histoire par ordre alphabétique de la vie publique et privée de tous les hommes avec la collaboration de plus de 300 savants et littérateurs français ou étrangers, 2e édition, 1843-1865 [détail de l’édition]